# Mueang Kamphaeng Phet (huyện)
Mueang Kamphaeng Phet (tiếng Thái: เมืองกำแพงเพชร) là huyện thủ phủ (Amphoe Mueang) thuộc tỉnh Kamphaeng Phet, phía bắc Thái Lan.

## Địa lý
Các huyện giáp ranh (từ tây bắc theo chiều kim đồng hồ): Kosamphi Nakhon, Phran Kratai, Sai Ngam, Khlong Khlung, Khlong Lan thuộc tỉnh Kamphaeng Phet, Wang Chao thuộc tỉnh Tak.

## Hành chính
Huyện này được chia thành 16 phó huyện (tambon), các đơn vị này lại được chia thành 215 làng (muban). Kamphaeng Phet is a town (thesaban mueang) which nằm trên lãnh thổ toàn bộ  tambon  Nai Mueang. Ngoài ra có 3 townships (thesaban tambon) - Pak Dong nằm trên một phần của tambon Trai Trueng, Nakhon Chum parts of the same-named tambon, và Khlong Mae Lai nằm trên một phần của tambon Khlong Mae Lai and Ang Thong. Ngoài ra có 15 Tổ chức hành chính tambon (TAO).
| Số TT | Tên                    | Tên tiếng Thái | Số làng | Dân số |  |
| ----- | ---------------------- | -------------- | ------- | ------ |  |
| 1.    | Nai Mueang             | ในเมือง         | -       | 30.114 |  |
| 2.    | Trai Trueng            | ไตรตรึงษ์        | 15      | 12.606 |  |
| 3.    | Ang Thong              | อ่างทอง         | 21      | 19.088 |  |
| 4.    | Na Bo Kham             | นาบ่อคำ         | 20      | 20.565 |  |
| 5.    | Nakhon Chum            | นครชุม          | 12      | 17.429 |  |
| 6.    | Song Tham              | ทรงธรรม        | 12      | 7.596  |  |
| 7.    | Lan Dokmai             | ลานดอกไม้       | 10      | 6.597  |  |
| 10.   | Nong Pling             | หนองปลิง        | 11      | 11.239 |  |
| 11.   | Khonthi                | คณฑี            | 13      | 10.683 |  |
| 12.   | Nikhom Thung Pho Thale | นิคมทุ่งโพธิ์ทะเล   | 16      | 9.571  |  |
| 13.   | Thep Nakhon            | เทพนคร         | 22      | 20.559 |  |
| 14.   | Wang Thong             | วังทอง          | 21      | 11.036 |  |
| 15.   | Tha Khun Ram           | ท่าขุนราม        | 12      | 9.128  |  |
| 17.   | Khlong Mae Lai         | คลองแม่ลาย      | 10      | 7.537  |  |
| 18.   | Thammarong             | ธำมรงค์         | 8       | 4.988  |  |
| 19.   | Sa Kaeo                | สระแก้ว         | 12      | 13.399 |  |

Missing numbers are the tambon which now form Kosamphi Nakhon district.